# Barbarin
Barbarin – gmina w Hiszpanii, w Nawarze, o powierzchni 8,35 km². W 2011 roku gmina liczyła 65 mieszkańców.